# شنایز
شنایز، روستایی از توابع بخش محمله شهرستان خنج در استان فارس ایران است.

## جمعیت
این روستا در دهستان محمله قرار دارد و بر اساس سرشماری مرکز آمار ایران در سال ۱۳۸۵، جمعیت آن ۴۳ نفر (۱۱ خانوار) بوده‌است.